# Classe Belknap
La classe Belknap est une classe de neuf croiseurs lance-missiles de l'United States Navy en service entre 1964 et 1995. La classe comprend neuf unités, qui ont été déployées au large des côtes du Viêt Nam dans les années 1960 et 1970 et dans le golfe Persique dans les années 1980 et 1990. 
Les navires de la classe sont initialement désignés comme frégates DLG, mais lors de la reclassification des navires de l'United States Navy en 1975, ils sont reclassés comme croiseurs à missiles guidés (CG).

## Histoire
Lors de sa mise en service, l'armement principal de la classe Belknap est un canon de 5 pouces/54 calibres Mark 42 sur le pont arrière et un lance-missiles Mk 10 à double rail pour missile RIM-2 Terrier sur le pont avant. Les lanceurs Mk 10 de la classe Belknap sont également capables de lancer des RUR-5 ASROC dispensant de disposer du lanceur Mk 112 spécifique au système ASROC. On parle alors officieusement de lanceurs Ter/AS. La classe est également équipée de deux canons jumeaux de calibre 3"/50 pour la défense contre les avions subsoniques.
Au début des années 1980, les missiles Terrier sont remplacés par des missiles RIM-67 Standard. Au tournant des années 1990, lors du programme New Threat Upgrade (en), la classe voit son système RIM-67 Standard évoluer vers la version SM-2ER, les canons de 3 pouces sont remplacés par deux lance-missiles surface-surface AGM-84 Harpoon à quatre cellules, et deux systèmes Phalanx CIWS sont également installés.
L'USS Truxtun (CGN-35) est un navire dérivé de la classe Belknap. Il partage l'équipement des systèmes d'armes de la classe, mais il dispose d'une propulsion nucléaire. Il est également plus grand et de conception sensiblement différente (par exemple, de nombreux systèmes d'armes sont disposés différemment comme le GMLS orienté vers l'arrière). La plupart des informations relatives aux croiseurs nucléaires sont toujours classifiées, mais le Truxtun semble être un « dérivé Belknap » du croiseur nucléaire USS Bainbridge (CGN-25).
Ces navires étaient désignés comme frégates lance-missiles jusqu'à la reclassification des navires de l'United States Navy en 1975 qui les renomma croiseurs.

## Unités de la classe
| Nom                                                             | Image                                   | Constructeur                            | Commission                              | Retrait du service                      |                                         |                                         |                                         |
| Classe Belknap (croiseur conventionnel)                         | Classe Belknap (croiseur conventionnel) | Classe Belknap (croiseur conventionnel) | Classe Belknap (croiseur conventionnel) | Classe Belknap (croiseur conventionnel) | Classe Belknap (croiseur conventionnel) | Classe Belknap (croiseur conventionnel) | Classe Belknap (croiseur conventionnel) |
| --------------------------------------------------------------- | --------------------------------------- | --------------------------------------- | --------------------------------------- | --------------------------------------- | --------------------------------------- | --------------------------------------- | --------------------------------------- |
| USS Belknap (CG-26)                                             |                                         | Chantier naval Bath Iron Works          | 7 novembre 1964                         | 15 février 1995                         |                                         |                                         |                                         |
| USS Josephus Daniels (CG-27)                                    |                                         | Chantier naval Bath Iron Works          | 8 mai 1965                              | 21 janvier 1994                         |                                         |                                         |                                         |
| USS Wainwright (CG-28)                                          |                                         | Chantier naval Bath Iron Works          | 8 janvier 1966                          | 15 novembre 1993                        |                                         |                                         |                                         |
| USS Jouett (CG-29)                                              |                                         | Puget Sound Naval Shipyard              | 3 décembre 1966                         | 28 janvier 1994                         |                                         |                                         |                                         |
| USS Horne (CG-30)                                               |                                         | San Francisco Naval Shipyard            | 15 avril 1967                           | 4 février 1994                          |                                         |                                         |                                         |
| USS Sterett (CG-31)                                             |                                         | Puget Sound Naval Shipyard              | 8 avril 1967                            | 24 mars 1994                            |                                         |                                         |                                         |
| USS William H. Standley (CG-32)                                 |                                         | Bath Iron Works                         | 9 juillet 1966                          | 11 février 1994                         |                                         |                                         |                                         |
| USS Fox (CG-33)                                                 |                                         | William H. Todd Corporation (en)        | 8 mai 1966                              | 15 avril 1994                           |                                         |                                         |                                         |
| USS Biddle (CG-34)                                              |                                         | Bath Iron Works                         | 21 janvier 1967                         | 30 novembre 1993                        |                                         |                                         |                                         |
| Classe Truxtun (croiseur nucléaire dérivé de la classe Belknap) |                                         |                                         |                                         |                                         |                                         |                                         |                                         |
| USS Truxtun (CGN-35)                                            |                                         | New York Shipbuilding Corporation       | 27 mai 1967                             | 11 septembre 1995                       |                                         |                                         |                                         |